# Griekse gemeenschap in België
Met de Griekse gemeenschap in België worden in België wonende Grieken, of Belgen van Griekse afkomst bedoeld. 

## Geschiedenis
Na de Val van Constantinopel in 1453 kwam een deel van de Griekse vluchtelingen naar de Bourgondische Nederlanden, maar de meesten bleven er niet.
Hoewel er voor 1956 al Grieken in België woonden, onder meer als handelaars, situeert de migratie vanuit Griekenland naar België zich voornamelijk tussen 1956 en 1964. Naar schatting 20.000 Grieken werden toen aangetrokken als gastarbeiders voor de mijnbouw. Zij kwamen voornamelijk terecht in Bergen of de mijnstreek in Limburg. Geleidelijk aan ontstond ook een beweging naar Brussel, waar zich onder meer een Griekse gemeenschap vestigde rond station Brussel-Noord.
Sinds de kredietcrisis, die Griekenland op sociaal-economisch gebied zwaar trof, zoeken opnieuw meer Grieken werk in België.

## Bekende Belgen van Griekse afkomst
- Antonios Antoniadis, politicus
- Katerine Avgoustakis, zangeres
- Danira Boukhriss Terkessidis, journaliste en presentatrice (moeder van Griekse afkomst)
- Jean Daskalidès, chocolatier, filmmaker, muzikant en gynaecoloog
- Slongs Dievanongs, rapster
- Christos Doulkeridis, politicus
- Julien Ghyoros, componist en dirigent
- Michel Hatzigeorgiou, bassist
- Emmanuel Karagiannis, voetballer
- Mickael Karkousse, zanger en toetsenist
- Jani Kazaltzis, televisiepresentator en stylist
- Leonidas Kestekides, chocolatier
- Agnès Varda, filmregisseur
- Dimitri Vegas & Like Mike, dj-duo

## Voetnoten
1. ↑  Hendrik Callewier, "‘For help and comfort and to resist the enemy of God’: Greek refugees in the Burgundian Low Countries" in: Journal of Medieval History, 2023. DOI:10.1080/03044181.2023.2292648
2. ↑  Vandecandelaere, H. (2012). In Brussel - Een reis door de wereld (4): Sponsen, chocolade & smeervet bij de Griekse gemeenschap op BRUZZ. Gearchiveerd op 16 april 2022.
3. ↑  Smedts, S. (2011). Grieken zoeken zekerheid in België in De Morgen, 4 november 2011